# Malin Broman
Malin Broman, född 24 maj 1975, är en svensk violinist, konsertmästare i Sveriges Radios symfoniorkester, medlem av Kungsbacka Pianotrio och The Nash Ensemble of London.
Malin Broman är en flitigt anlitad violinist, både som solist och som kammarmusiker. Hon undervisar också vid Guildhall School of Music and Drama i London. Hon har tidigare undervisat vid Högskolan för scen och musik vid Göteborgs universitet.
Broman vann 1994 tredjepris i Eurovisionens tävling för unga musiker och samma år vann hon förstapris och publikens pris i Washington International Competition for Strings, Washington DC. År 1996 vann hon andrapris i Carl Nielsen International Violin Competition i Odense, Danmark.
Malin Broman är brorsbarnbarn till Sten Broman. Hon var sommarvärd i P1 den 23 juli 2021.

## Utmärkelser
- H.M. Konungens medalj i guld av 8:e storleken (2019) för betydande insatser inom svenskt musikliv.[2]
- Ledamot av Kungliga Musikaliska Akademien (2008).
- Sten A Olssons kulturstipendium (2000).
- Medaljen för tonkonstens främjande (2021).